# Avinguda de Vicent Blasco Ibáñez
|  | Per a altres significats, vegeu «Avinguda de Vicent Blasco Ibáñez (desambiguació)». |

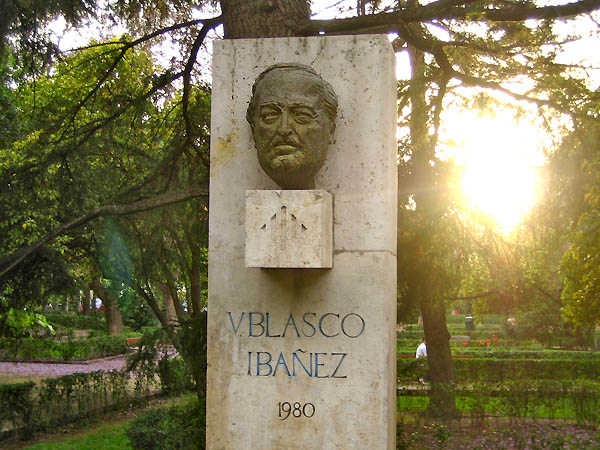
Estàtua de dedicació a Blasco Ibáñez

L'avinguda de Vicent Blasco Ibáñez és una via urbana de València situada entre els Jardins del Real i el barri del Cabanyal. S'inicia al seu extrem occidental a l'encreuament dels carrers del Botànic Cavanilles i del General Elío, i finalitza al seu extrem oriental a l'estació de rodalia i mitjana distància de València-Cabanyal, just a l'inici d'El Cabanyal i a l'encreuament dels carrers del Marí Blas de Lezo i de Serrería.
Al llarg dels seus quasi tres quilòmetres s'encreua amb nombroses vies importants de l'est de la ciutat com el carrer de Jaume Roig, l'avinguda de Suècia, l'avinguda d'Aragó, l'avinguda de Catalunya, l'avinguda del Cardenal Benlloch, el carrer de Ramon Llull i el carrer del Doctor Manuel Candela.
Travessa d'oest a est tots els barris dels districtes del Pla del Real i d'Algirós fins a arribar als Poblats Marítims.

## Nom
L'avinguda pren el nom de Vicent Blasco Ibáñez, important escriptor, periodista i polític valencià de finals del segle xix i principis del xx. Fins al 1980 fou coneguda com el Passeig de València al Mar, nom amb el qual va nàixer al tractar-se d'una gran avinguda que connectaria el centre amb la mar.
Anteriorment, va ser coneguda durant la guerra civil espanyola (1936-1939) com a avinguda de la Unió Soviètica, denominació que va ser revertida en la dictadura franquista. En juny de 1977 la comissió de govern municipal va aprovar unànimement la denominació d'avinguda de Blasco Ibáñez per a la via.

## Història
El seu traçat discorre quasi paral·lel al vell camí del Cabanyal, que partia des del pont del Real junt als jardins de Montfort i arribava fins als actuals carrers del Serpis i el d'Antoni Joan al Cabanyal. Conegut inicialment com a passeig de València al Mar, hi ha hagut multitud de projectes de prolongar la via, amb els seus diferents noms, fins al mar Mediterrani, iniciats amb el projecte de 1888 de Casimiro Meseguer, que preveia un passeig de 100 metres d'ample. En 1931 va haver-hi un projecte de José Pedrós, amb un traçat que esquivava el barri del Cabanyal.
L'avinguda fou construïda en trams. El primer tram anava dels jardins del Real fins a les vies de tren de l'avinguda d'Aragó que venien de l'antiga estació d'Aragó, completat a la dècada del 1940. A continuació es faria el tram fins al carrer del Doctor Manuel Candela i es crearia el barri de L'Illa Perduda entre el 1955 i el 1962, que impulsava un canvi de rumb de l'avinguda projectada, i que la faria totalment recta. El 1974 se suprimiren les vies de tren de l'avinguda d'Aragó i a la dècada del 1980 es compliren els treballs per a acabar el tram des del carrer del Doctor Manuel Candela fins al Cabanyal. L'any 1991 va ser completat el soterrament de les vies del carrer de Serrería i es va inaugurar l'estació subterrània de València-Cabanyal, just al final est de l'avinguda.
Posteriorment, durant l'última dècada de govern de l'alcaldessa Rita Barberá, l'avinguda va ser protagonista d'una polèmica sobre la seua prolongació cap a la mar, la qual cosa requeria l'enderroc de part del barri marítim del Cabanyal, malgrat l'estatus de Bé Cultural Nacional que té este barri. La plataforma Salvem el Cabanyal va encapçalar durant anys la defensa del barri amb l'objectiu evitar la prolongació de l'avinguda. El projecte de prolongació de Blasco Ibáñez cap al mar va ser definitivament aturat i descartat en estiu de 2015 pel govern municipal de l'alcalde Joan Ribó.

## Elements importants

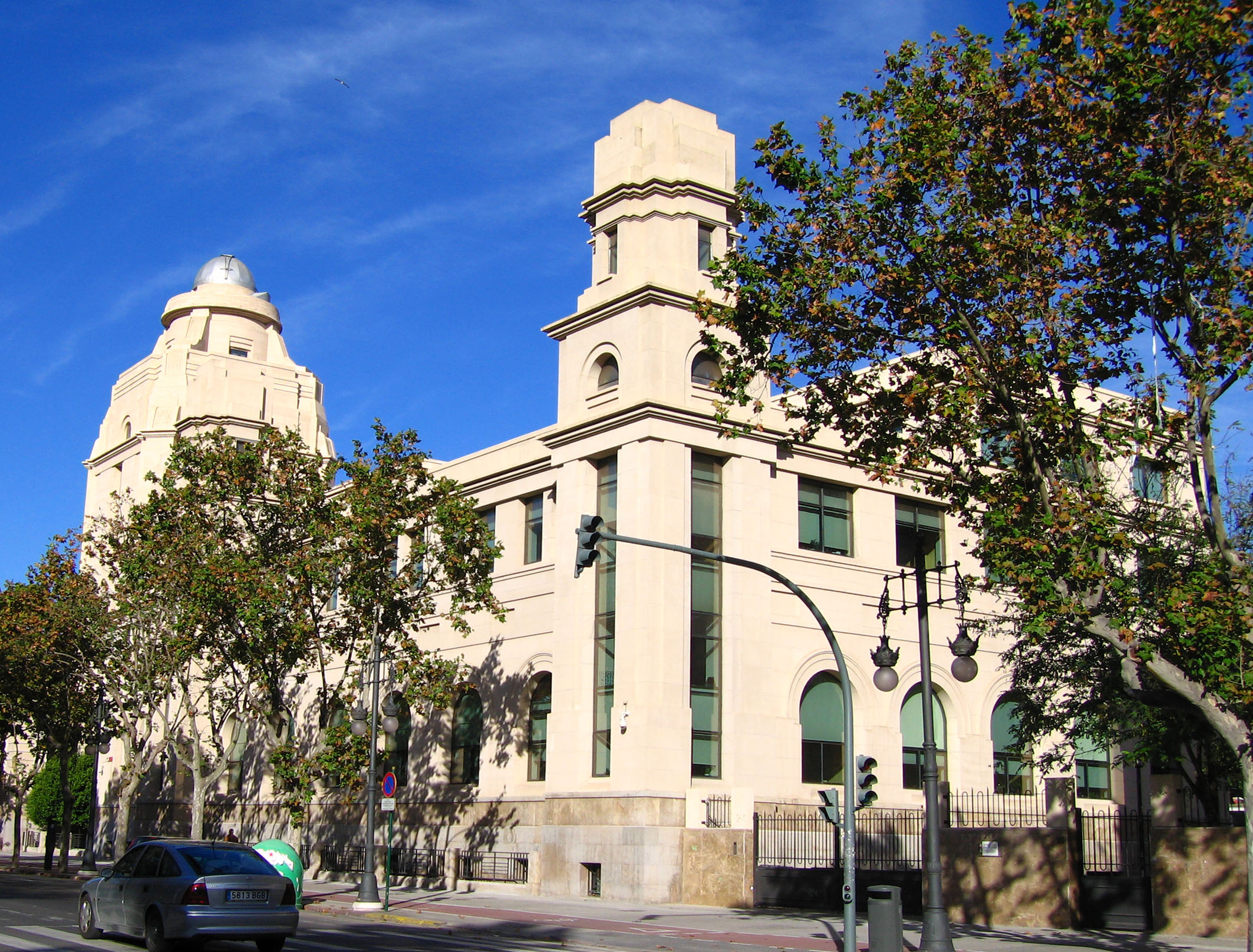
Edifici del Rectorat de la Universitat de València

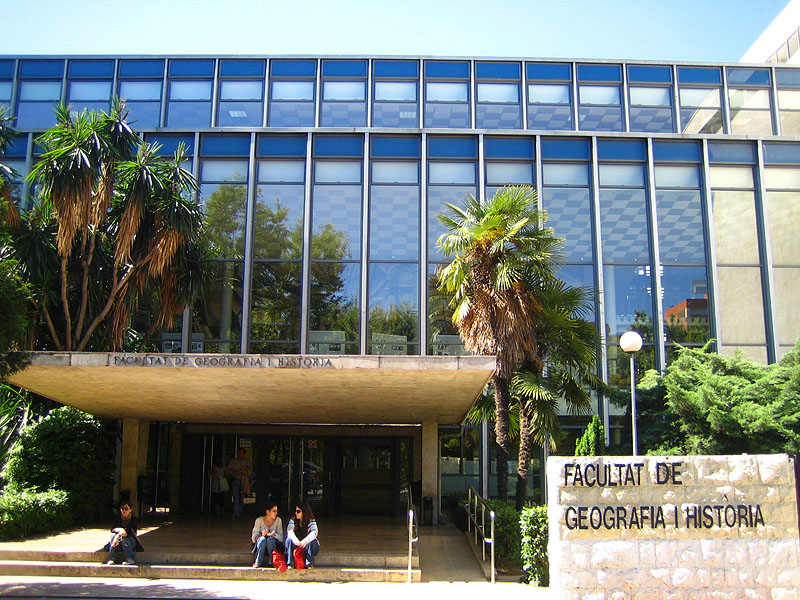
Facultat de Geografia i Història de la UV

### Tram: Dels jardins del Real a l'avinguda d'Aragó
Este tram separa el barri de L'Exposició al sud dels de Jaume Roig i la Ciutat Universitària al nord. Davant del naixement de l'avinguda, hi ha una gran porta reixada que és un dels accessos als Jardins del Real (al barri de la Trinitat). Al sud, hi ha la Clínica Quirón i els Jardins de Montfort. Tot este tram destaca una sèrie de jardins amples i ombrívols en bell mig de l'avinguda, interromputs però per carrers que comuniquen un sentit de trànsit amb l'altre. En un d'aquestos jardins belluga una xicoteta estàtua dedicada a Vicent Blasco Ibáñez l'any en el qual l'avinguda va rebre el seu nom actual, el 1980.
Concentra també gran part de les facultats del Campus de Blasco Ibáñez de la Universitat de València, situades sobretot al principi de l'avinguda: la Facultat de Geografia i Història, la Facultat de Filosofia i Ciències de l'Educació, la Facultat de Filologia, Traducció i Comunicació, la Facultat de Medicina i Odontologia, la Facultat de Psicologia, la Facultat de Fisioteràpia i la Facultat d'Infermeria i Podologia. El Col·legi Major Lluís Vives i l'edifici del Rectorat de la Universitat de València són altres dels edificis universitaris a destacar.
Junt a la Facultat de Medicina i Odontologia es troba l'Hospital Clínic Universitari, un dels quatre hospitals de referència a la ciutat.
Al costat de les facultats es troba la zona d'ús residencial coneguda com a "zona Woody" per l'antiga discoteca Woody que estava ubicada a l'avinguda de Menéndez Pelayo. Tota aquesta àrea ha sigut tradicionalment un lloc nocturn de festa universitària, però la seua catalogació com a Zona Acústicament Saturada (ZAS) ha fet que minve l'oferta de bars i pubs juvenils.
Entre l'avinguda de Suècia i l'avinguda d'Aragó se situa l'estadi de Mestalla del València CF, a més de la seu de la Confederació Hidrogràfica del Xúquer. Entre aquests dos edificis hi havia l'edifici del "Nou Ajuntament", que va ser demolit en novembre de 2015 per a construir-hi un hotel, segons un acord signat pel consistori de Rita Barberá amb la companyia hotelera Expogrupo.

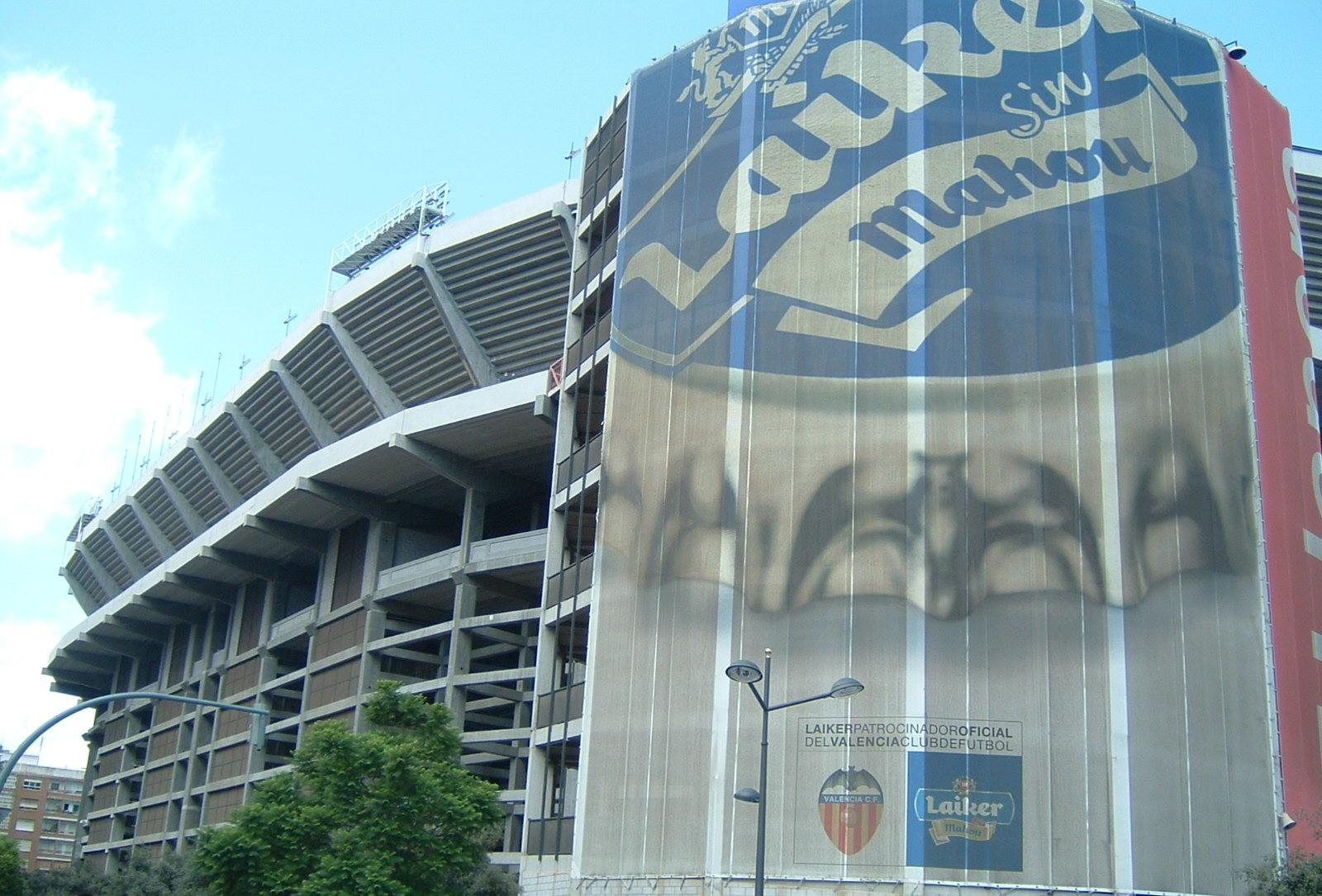
L'Estadi de Mestalla

### Tram: De l'avinguda d'Aragó al carrer del Doctor Manuel Candela
Este tram divideix els barris de Mestalla i l'Amistat al sud i un tram de la Ciutat Universitària i el barri de la Bega Baixa (o de Sant Josep) al nord. Al cantó amb l'avinguda de Catalunya es troba el col·legi del Pilar, i al cantó amb l'avinguda d'Aragó es troba el col·legi Guadalaviar.
A conseqüència de la proximitat de l'estadi de Mestalla i del campus universitari, este tram concentra molts restaurants i bars, com els de la plaça del Xúquer a La Bega Baixa, que concentrava a la dècada de 1990 gran part de l'oferta d'oci d'esta zona universitària. Als carrers de Polo i Peyrolón i de Bèlgica al barri de Mestalla es concentra també gran part de restaurants i locals d'oci.

### Tram: Del carrer del Doctor Manuel Candela al Cabanyal

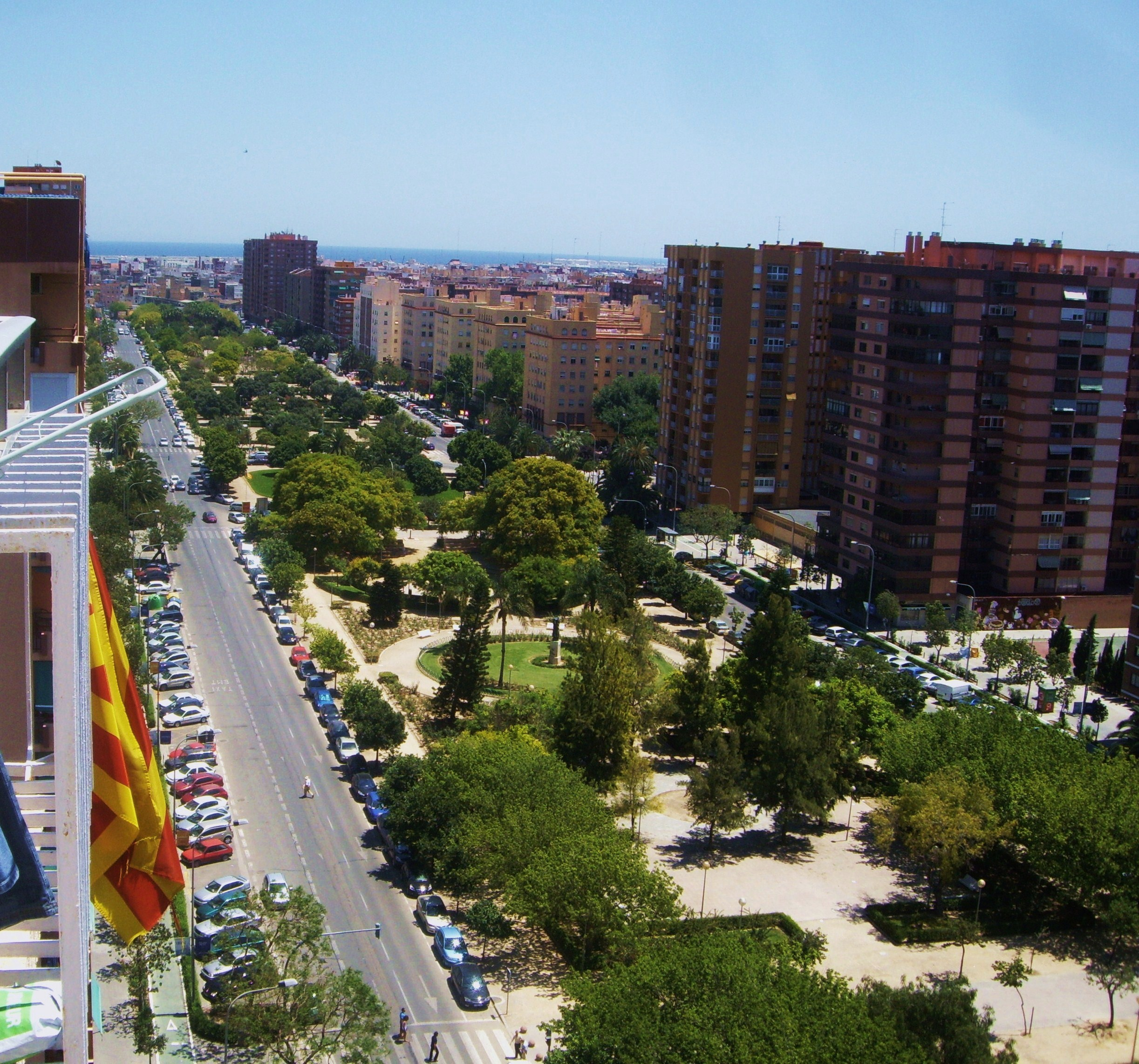
Vista de l'avinguda cap al mar, a l'altura de Ciutat Jardí

Este tram travessa el barri de la Ciutat Jardí, limita amb els de l'Illa Perduda i la Carrasca, i entra als poblats marítims en travessar part del barri de Beteró i arribar a l'estació de València-Cabanyal a l'inici del barri del Cabanyal.
És una zona més residencial, amb alguns pisos llogats a estudiants durant el curs acadèmic, raó per la qual té també zones i locals d'oci d'ús majoritàriament universitari. La plaça d'Hondures al nord i la plaça del Cedre al sud són dos habituals zones d'oci juvenil.
En aquest tram tenia els seus estudis Ràdio Nou, abans d'arribar a la nova estació subterrània de València-Cabanyal.

## Transports
L'estació de Facultats-Manuel Broseta de la línia 3 de Metrovalencia és l'única estació de metro a l'avinguda. La línia 5 circula en paral·lel a l'avinguda entre l'avinguda d'Aragó i Serradora, amb les estacions d'Aragó, Amistat, Aiora i Marítim situades a uns centenars de metres de l'avinguda.
A l'estació de rodalia i mitjana distància de València-Cabanyal es poden agafar les línies C-5, C-6, L-6 i L-7.
L'EMT de València té nombroses línies d'autobusos diürnes i nocturnes per tota l'avinguda, com les línies 8, 9, 10, 12, 29, 30, 31, 70, 71, 79, 80, 81, 89, N1, N2, N89 i N90.